# Lista över dödsfall i samband med olympiska spelen
Nedan följer en lista över dödsfall i samband med olympiska spelen.

## Lista över dödsfall

### Deltagare i samband med OS
- Stockholm 1912: Den portugisiske maratonlöparen Francisco Lázaro drabbades av värmeslag och hjärtbesvär under loppet och dog dagen därpå.[1][2]
- Rom 1960: Den danske cyklisten Knud Enemark Jensen svimmade under lagtempoloppet, slog i huvudet och dödförklarades på sjukhus kort därefter.[3][4]
- Innsbruck 1964: Den australiske störtloppsåkaren Ross Milne dog efter att ha kraschat in i ett träd under träning i OS-backarna kort före spelen.[5]
- Innsbruck 1964: Den brittiske rodelåkaren Kazimierz Kay-Skrzypecki omkom under ett träningsåk på OS-banorna två veckor innan spelen startade.[6]
- München 1972: Münchenmassakern, 11 israeliska idrottsmän och tränare mördas genom terrordåd i den olympiska förläggningen medan spelen pågick.
- Albertville 1992: Den schweiziska åkaren i speedski, som var uppvisningssport i Albertville, Nicolas Bochatay, dog omedelbart när han i full fart kolliderade med en snömaskin under ett träningsåk.[7]
- Vancouver 2010: Den georgiske rodelåkaren Nodar Kumaritasjvili omkom under ett träningsåk på OS-banorna några timmar före OS-invigningen.[8]

### Hästar
- Berlin 1936: Legény (11) (riden av István Visy, Ungern) – avlivad efter att ha brutit ett ben vid fjärde hindret.[9]
- Berlin 1936: Slippery Slim (8) (riden av John Willems, USA) – avlivad efter att ha brutit ett ben vid fjärde hindret.[10][11]
- Tokyo 2020: Jet Set (14) (riden av Robin Godel, Schweiz) – avlivad efter att ha blivit skadad på Sea Forests cross-countrybana.[12][13]